# 고구려대장간마을
고구려대장간마을(高句麗대장間마을)은 대한민국 경기도 구리시 아천동에 위치한 고구려 유적 박물관이다.
2008년에 설립되었으며, 고구려 아차산보루에서 발견된 토기, 철기 등의 유물들을 전시하고 있다. 야외 전시장에는 고구려 벽화를 바탕으로 재구성한 고구려의 대장간 마을이 존재한다.

## 같이 보기
- 구리시